# Oost-Europese oligarch
De term Oost-Europese oligarch of Russische oligarch wordt gebruikt voor zakenlieden uit de voormalige Sovjet-Unie die veel politieke macht verwierven tijdens de periode waarin dit land overging van communisme naar kapitalisme en uit elkaar viel in verschillende republieken. Dit vond plaats tijdens het presidentschap van Boris Jeltsin. In bredere zin wordt het woord gebruikt voor alle miljardairs met politieke invloed uit Rusland en de andere voormalige Sovjetstaten. Hun kinderen worden ook wel minigarch genoemd, al wordt dit woord ook wel gebruikt voor zakenmensen die 50 miljoen dollar of meer hebben verdiend. Een klassieke oligarch is iemand die met enkele anderen de macht uitoefent (oligarchie).

## Rusland
De oligarchen zijn zakenlieden die begonnen onder Gorbatsjov tijdens zijn periode van marktliberaliseringen. Tijdens deze marktliberaliseringen smokkelden velen westerse goederen, zoals computers en spijkerbroeken het land binnen met forse winstmarges, een onvoorzien gevolg van gedeeltelijke marktliberalisering met nog uitgebreide handelsbeperkingen. Anderen smokkelden goederen het land in voor verkoop op de zwarte markt. De Russische oligarchen waren ondernemers met goede connecties, die startten met bijna niets en rijk werden door deelname aan de markt via connecties met het zeer corrupte regime dat het land leidde tijdens de omschakeling naar het kapitalisme.
De oligarchen zijn vaak familieleden, naaste compagnons van overheidsfunctionarissen of zijn zelf overheidsfunctionarissen, die hun grootste rijkdom verkregen door het verkrijgen van staatseigendommen voor zeer lage prijzen (of zelfs kosteloos) tijdens het privatiseringsproces dat werd bestuurd door de regering van Jeltsin. Beschuldigingen van corruptie worden vaak neergelegd bij Anatoli Tsjoebajs en Jegor Gaidar, twee van de 'jonge hervormers' die voornamelijk verantwoordelijk worden gehouden voor de  'shock therapy' -privatisering in het begin van de jaren 90. Volgens David Satter, die auteur is van het boek Darkness at Dawn was het idee achter het proces niet het voornemen om een systeem op te zetten dat was gebaseerd op universele waarden, maar meer de wil om een systeem te introduceren van privaat eigendom dat, door het ontbreken van wetgeving, de weg openzette voor het najagen van geld en macht op een criminele manier.
Hoewel de meerderheid van de oligarchen formeel geen relaties had met de communistische partij van de Sovjet-Unie, zijn er beschuldigingen geuit dat ze werden gesteund (in ieder geval in het begin) door de communistische apparatsjiks, met nauwe relaties met machtsstructuren van het bolsjewistische regime en toegang tot de monetaire fondsen van de communistische partij. In de officiële media worden oligarchen meestal neergezet als de vijanden van de "communistische krachten". Dit laatste stereotype beschrijft de politieke macht die het Sovjet-communisme terug wil brengen in Rusland.
Gedurende Jeltsins presidentschap werden de oligarchen steeds invloedrijker in de politiek en speelden een sleutelrol in het financieren van de herverkiezing van Jeltsin in 1996. Met de insiderinformatie over financiële besluiten van de regering konden de oligarchen eenvoudig hun rijkdom nog verder vergroten. De Roebelcrisis van 1998 bracht echter een zware slag toe aan een aantal oligarchen en een aantal van hen, die hun holdings grotendeels hadden gebaseerd op bankactiviteiten, verloren een groot deel van hun fortuin. In het tijdperk van Poetin kwamen de overgebleven oligarchen onder vuur te liggen vanwege hun verschillende, soms beweerde, soms werkelijke illegale activiteiten, in het bijzonder de belastingontduiking in de bedrijven die ze verkregen. Hoewel dit al eens eerder tevergeefs was geprobeerd onder Jeltsins premier Sergej Kiriejenko, bleek ditmaal dat Poetin machtiger was en Vladimir Goesinski (van MediaMost) en Boris Berezovski (die Poetin eerder had gesteund bij zijn presidentsverkiezing) ontvluchtten beiden Rusland in 2000 in een poging om vervolging te ontlopen. De jonge en rijkste oligarch, Michail Chodorkovski (van Yukos), werd in oktober 2003 gearresteerd en uiteindelijk veroordeeld tot 8 jaar cel voor belastingontduiking en fraude. Zijn bedrijf werd systematisch kaalgeplukt (het kroonjuweel Yukosneftegaz werd verkocht om achterstallige belastingen te voldoen), waardoor zijn rijkdom in korte tijd voor een groot deel verdween (van nr. 1 van de rijkste Russen op de lijst van Forbes in 2004 met $15,2 mrd, naar nr. 21 met $2,0 mrd., om in 2006 uit de lijst te verdwijnen). Er zijn sterke aanwijzingen dat zijn arrestatie politiek gemotiveerd was, daar andere oligarchen die goede relaties met de regering onderhouden en geen politieke aspiraties hebben tentoongesteld, niet werden vervolgd voor achterstallige belastingen.
De verdedigers van de oligarchen zijn vaak verbonden met Tsjoebajs' partij Unie van Rechtse Krachten. Zij beweren dat de bedrijven die zij verkregen niet veel waard waren op het moment van aankoop omdat hun werkwijze nog steeds op de Sovjetprincipes was gebaseerd zonder voorraadbeheer, hoge personeelskosten, geen financiële rapportage en weinig aandacht voor winst. De oligarchen draaiden de bedrijven vaak op hun kop en zorgden ervoor dat ze winst opleverden voor hun aandeelhouders. Hierdoor kwamen echter ook duizenden mensen op straat, werd de macht van de vakbonden beperkt en verdwenen of verslechterden veel voorzieningen die tot dan toe door de staat werden betaald en die waren gekoppeld aan de bedrijven. De oligarchen kennen echter weinig sympathie bij het Russische volk dat hen vaak ziet als dieven en als de veroorzakers van de grote economische ongelijkheid in het land.

## Lijsten

### Kommersant
In 1999, op het hoogtepunt van de invloed van de Russische oligarchen, stelde de krant Kommersant een top-14 lijst op van meest invloedrijke oligarchen gebaseerd op de sterkte van de relatie met de politieke machthebbers (overigens waren een aantal van hen ook zelf actief als politicus), hun zakelijke successen, invloed op de Russische media, band met de juridische macht (macht om vervolging te ontlopen voor criminele activiteiten) en de mate van voorspoed in hun persoonlijke leven:
1. Aleksandr Mamoet
2. Roman Abramovitsj
3. Boris Berezovski
4. Vladimir Potanin
5. Anatoli Tsjoebajs
6. Michail Fridman
7. Vladimir Goesinski
8. Aleksandr Lebedev
9. Michail Chodorkovski
10. Vagit Alekperov
11. Oleg Deripaska
12. Aleksej Golovkov
13. Aleksandr Smolenski
14. Rem Vjachirev

### Forbes
In 2003 waren er 17 miljardairs in Rusland, die gezamenlijk ongeveer 70% van de Russische economie in handen hadden. In 2004 stelde Forbes een lijst op van 36 miljardairs met de Russische nationaliteit (met hulp van de in hetzelfde jaar vermoorde Paul Klebnikov) met een interessant citaat: "deze lijst omvat zakenmannen met de Russische nationaliteit die het grootste deel van hun rijkdom privaat verkregen, terwijl ze geen regeringspositie bekleedden". In 2005 daalde het aantal miljardairs naar 30, om in 2006 weer te stijgen naar 33, in 2007 naar 53 en in 2008 naar 87.
Hieronder staat een lijst van oligarchen gerangschikt op rijkdom in 2009. Cijfers: Forbes, in miljarden dollars. In 2001 werden de eerste Russen opgenomen in de lijst van rijkste personen en in 2009 verdwenen de meeste Russen uit de lijst.
| Huidige top 20            |                                                                                        |     |      |      |      |      |      |     |     |     |  |
| Michail Prochorov         | delfstoffen (vml. Interros/Norilsk Nikkel)                                             | 9,5 | 19,5 | 13,5 | 6,4  | 4,7  | 5,4  | 1,6 |     |     |  |
| Roman Abramovitsj         | verschillende: rijk geworden door gas (Sibneft) en aluminium                           | 8,5 | 23,5 | 18,7 | 18,2 | 14,7 | 12,5 | 5,7 | 3,0 | 1,4 |  |
| Vagit Alekperov           | olie (LUKoil)                                                                          | 7,8 | 13,0 | 12,4 | 11,0 | 4,1  | 3,9  | 1,3 | 1,4 | 1,3 |  |
| Michail Fridman           | investeringen (Alfa Groep)                                                             | 6,3 | 20,8 | 12,6 | 9,7  | 5,8  | 5,2  | 4,3 | 2,2 | 1,3 |  |
| Vladimir Lisin            | metallurgie (NLMK)                                                                     | 5,2 | 20,3 | 14,3 | 10,7 | 7,0  | 4,8  |     |     |     |  |
| Aleksandr Abramov         | metallurgie (Evrazgroep)                                                               | 4,4 | 11,5 | 5,6  | 4,9  | 2,9  | 2,4  |     |     |     |  |
| Leonid Fedoen             | LUKoil                                                                                 | 4,3 | 6,4  | 5,3  | 4,0  | 2,0  | 1,3  |     |     |     |  |
| Aleksej Mordasjov         | metallurgie (Severstal Groep)                                                          | 4,3 | 21,2 | 11,2 | 7,6  | 5,1  | 4,5  | 1,2 |     |     |  |
| German Chan               | investeringen (Alfa Groep) en olie (TNK-BP)                                            | 4,0 | 13,9 | 8,0  | 6,1  | 3,5  | 2,9  |     |     |     |  |
| Oleg Deripaska            | onder andere aluminium (RUSAL) en auto's (Groep GAZ)                                   | 3,5 | 28,0 | 13,3 | 7,8  | 5,8  | 4,5  | 1,5 | 1,1 |     |  |
| Iskander Machmoedov       | mijnbouw en metallurgie (UGMK)                                                         | 3,3 | 11,9 | 8,0  | 4,5  | 2,2  | 2,1  |     |     |     |  |
| Boris Ivanisjvili         | bank (Rossiejski Kredit Bank), hotels, winkels (Dokter Stoletov)                       | 3,2 | 6,4  | 4,7  | 3,9  | 2,6  |      |     |     |     |  |
| Soelejman Kerimov         | investeringen (onder andere Vnukovo Airlines en Transneft)                             | 3,1 | 17,5 | 14,4 | 7,1  | 2,6  |      |     |     |     |  |
| Dmitri Rybolev            | kunstmest (Oeralkali)                                                                  | 3,1 | 12,8 | 3,3  | 1,6  |      |      |     |     |     |  |
| Aleksej Koezmitsjov       | olie (TNK-BP)                                                                          | 3,1 | 10,8 | 6,2  | 4,8  | 2,7  | 1,9  |     |     |     |  |
| Viktor Rasjnikov          | metallurgie (MMK)                                                                      | 2,5 | 10,4 | 7,0  | 3,6  | 3,6  |      |     |     |     |  |
| Leonid Michelson          | olie (onder andere Novatek)                                                            | 2,4 | 4,7  | 4,3  | 2,5  |      |      |     |     |     |  |
| Sergej Popov              | staal (TMK), steenkool (SUEK), chemische industrie (Eurochem)                          | 2,4 | 6,4  | 4,6  | 2,7  | 2,1  | 1,0  |     |     |     |  |
| Vladimir Potanin          | delfstoffen (Norilsk Nikkel)                                                           | 2,1 | 19,3 | 13,5 | 6,4  | 4,7  | 5,4  | 1,8 | 1,8 | 1,8 |  |
| Pjotr Aven                | olie, banken (Alfa-Bank), telecommunicatie                                             | 2,0 | 5,5  | 3,6  | 3,0  |      |      |     |     |     |  |
| Andere bekende oligarchen |                                                                                        |     |      |      |      |      |      |     |     |     |  |
| Viktor Vekselberg         | olie (TNK-BP) en aluminium (SUAL Groep)                                                | 1,8 | 11,2 | 10,4 | 10,0 | 6,1  | 5,9  | 2,5 |     |     |  |
| Vladimir Jevtoesjenkov    | investeringen (onder andere telecommunicatie (MTS en Sistema) en vastgoed (SCP Group)) | 1,2 | 10,0 | 9,1  | 6,3  | 5,1  | 2,1  | 1,5 |     |     |  |
| Igor Zjoezin              | mijnbouw en metallurgie (Mechel)                                                       | 1,0 | 10,0 | 2,1  | 1,7  | 1,5  |      |     |     |     |  |
| Michail Chodorkovski      | olie (Yukos)                                                                           |     |      |      | 2,0  | 15,2 | 8,0  | 3,7 | 2,4 |     |  |

### Andere bekende oligarchen
- Roestam Tariko - 1,9 (2005) - wodka (Roesski Standart)
- Boris Berezovski - 0,73 (2005) - werd ook wel de "godfather" genoemd van de Russische oligarchen in de jaren 90
- Vladimir Goesinski - 0,35 (2005) - van MediaMost
- Anatoli Tsjoebajs - financiën, directeur van EES Rossii
- Arkadi Gajdamak - 3,47 (2005)
- Viktor Tsjernomyrdin - 1,1 (2001) - langstzittend Russisch premier
- Rem Vjachirev - 1,5 (2001) - oud-directeur van Gazprom
- ( Boris Vasilevsky) - oligarch

### Oekraïense oligarchen
- Rinat Achmetov (2006: 1,7 mrd.) - rijkste man van Oekraïne
- Viktor Pintsjoek (2006: 1,2 mrd.) - schoonzoon van ex-president Leonid Koetsjma, op een na rijkste man van Oekraïne en bezit een groot deel van de media in het land
- Joelia Tymosjenko ex-premier van Oekraïne en een belangrijke voormalige bondgenoot van president Viktor Joesjtsjenko, tevens een van de rijkste personen van Oekraïne. Ze zou haar rijkdom hebben verkregen toen de vroegere premier Pavlo Lazarenko haar een bedrijf liet opzetten, dat Russisch aardgas verkocht voor aandelen in Oekraïense bedrijven
- Vadim Novinsky[4]
- Kostyantin Zhevago
- Henadiy Boholyubov
- Vlad Yatsenko
- Ihor Kolomoyskyy
- Viktor Medvedtsjoek